# 1411 w polityce

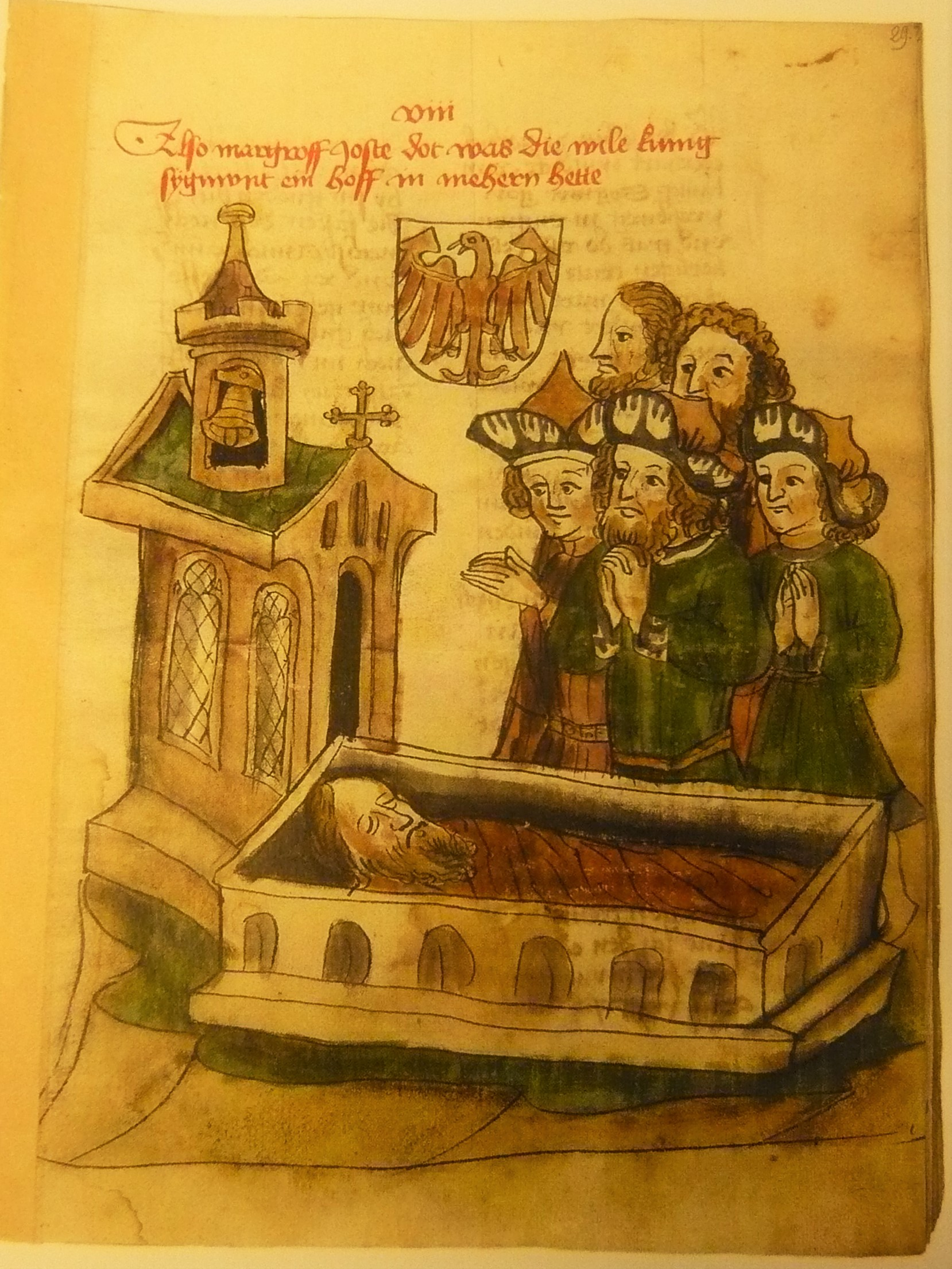
Pogrzeb Jodoka z Moraw

Wydarzenia polityczne w 1411 roku.

## Wydarzenia
- 1 lutego – zawarcie pierwszego pokoju toruńskiego[1].
- 30 listopada – król angielski Henryk IV Lancaster usuwa swojego syna, późniejszego Henryka V[2], z Rady Królewskiej.

## Urodzili się
- Walter Devereux, lord kanclerz Irlandii w latach 1449–1451[3].
- 21 września - Ryszard Plantagenet, książę Yorku - przywódca stronnictwa Yorków w trakcie wojny Dwóch Róż (poległ 1460 r.)

## Zmarli
- 17 stycznia – Jodok z Moraw, margrabia Moraw, Brandenburgii i książę Luksemburga[4].